# Квант-2
| Основные технические характеристики        | Основные технические характеристики |
| ------------------------------------------ | ----------------------------------- |
| Параметр                                   | Значение                            |
| Масса                                      | 19,640кг                            |
| Длина по корпусу                           | 12,2 м                              |
| Максимальный диаметр                       | 4,35м                               |
| Жилой объём                                | 61,9 м³                             |
| Объем в гермоотсеке для научной аппаратуры | м³                                  |
| Масса научной аппаратуры                   | тонн                                |
| Размах солнечных батарей                   | мм                                  |
| Площадь фотоэлементов                      | м²                                  |
| Средняя мощность электроснабжения          | кВт/сут                             |
| Масса заправляемого топлива                | кг                                  |
| Количество универсальных рабочих мест      |                                     |
| Длительность функционирования на орбите    |                                     |

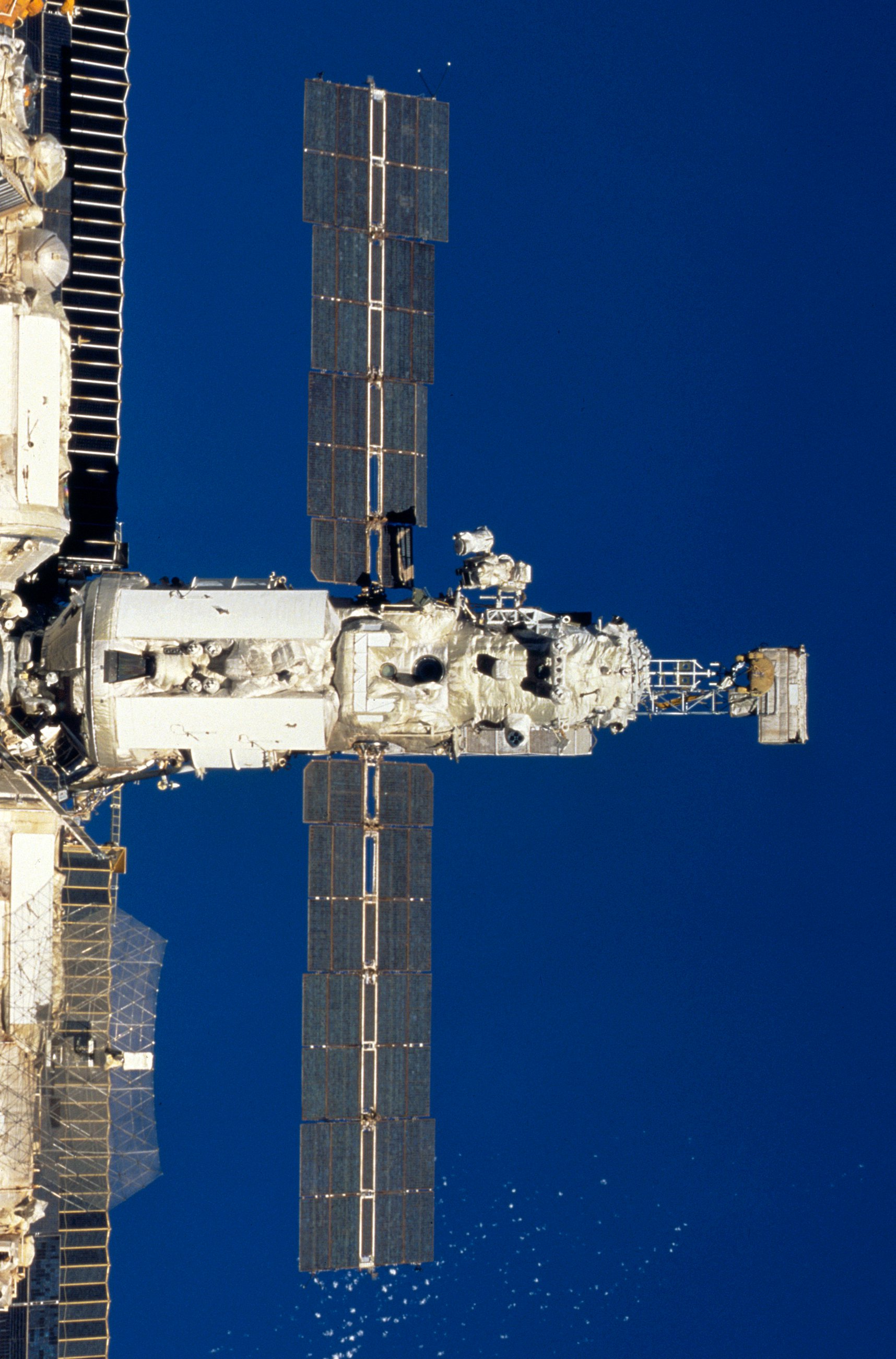
Модуль Квант-2

Квант-2 (ЦМ-Д, 77КСД, индекс: 11Ф77Д) — это третий модуль и второй пристыкованный модуль к космической станции «Мир». Выведен на орбиту 26 ноября 1989 года. Его основная цель состояла в том, чтобы провести новые научные эксперименты, улучшить системы жизнеобеспечения станции. Пристыковался к станции 6 декабря 1989 года. Система управления модулем разработана харьковским НПО «Электроприбор».

## Описание
«Квант-2» был разделён на три отсека. Он содержал в себе компьютер «Салют-5Б», который был усовершенствованной версией компьютера «Аргон-16Б», уже находящегося на станции. «Квант-2» имел систему восстановления воды для личной гигиены. Он также нёс шесть гироскопов в дополнение к имеющимся на «Кванте-1».
Научное оборудование на «Кванте-2» включало камеру с высокой разрешающей способностью, спектрометры, рентгеновые датчики, аппарат «Волна».
Эксперименты и оборудование:
- Ариз-X — спектрометр
- АСПГ-M — спектрометр (с использованием чешского сенсора)
- Гамма-2 — спектрометр
- Инкубатор-2 — инкубатор для птичьих яиц
- KAП-350 — топографическая камера
- MKФ-6MA — (произведено в ГДР)
- MKС-M2 — спектрометр
- Фаза AФM-2 — спектрометр
- Спектр-256 — спектрометр
- Спрут-5 — спектрометр (установлен в 1991 году)
- Телевизионные камеры
- Волна-2 (вес 250 кг)

## Галерея

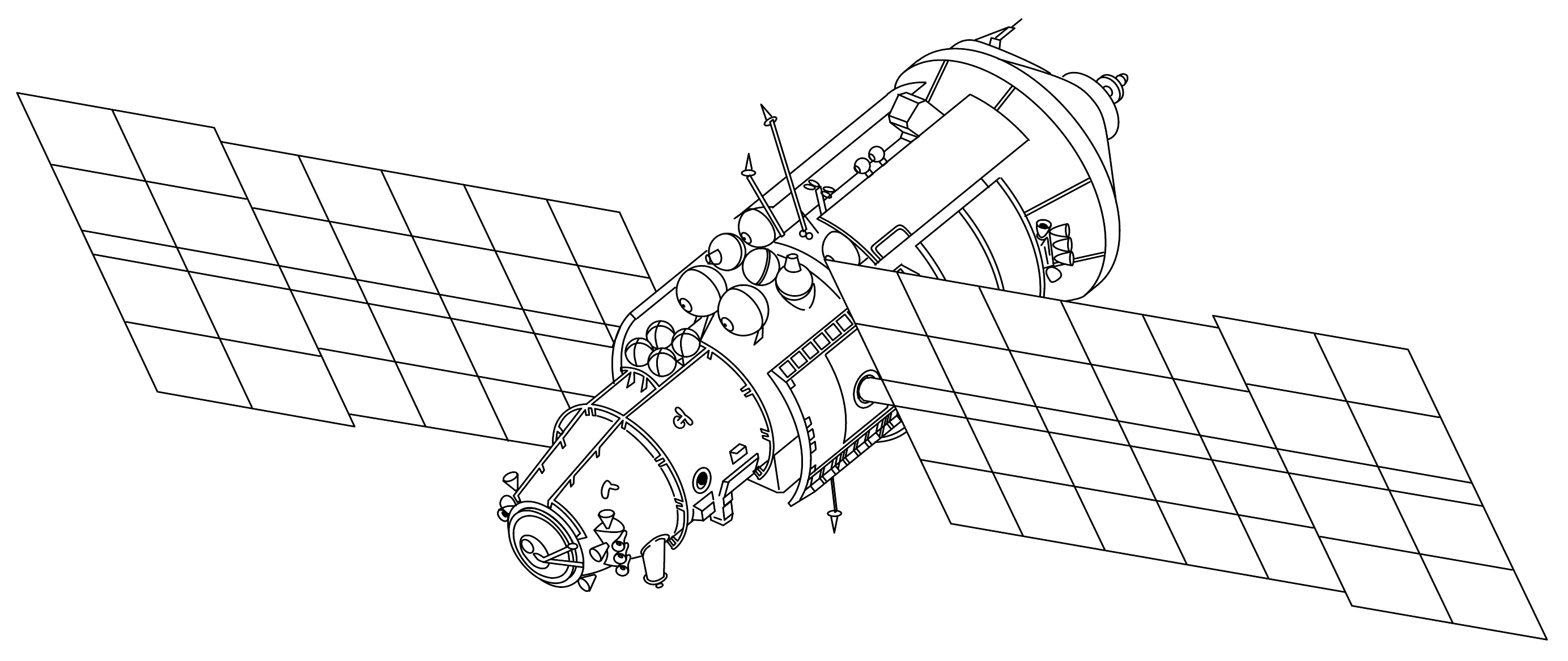
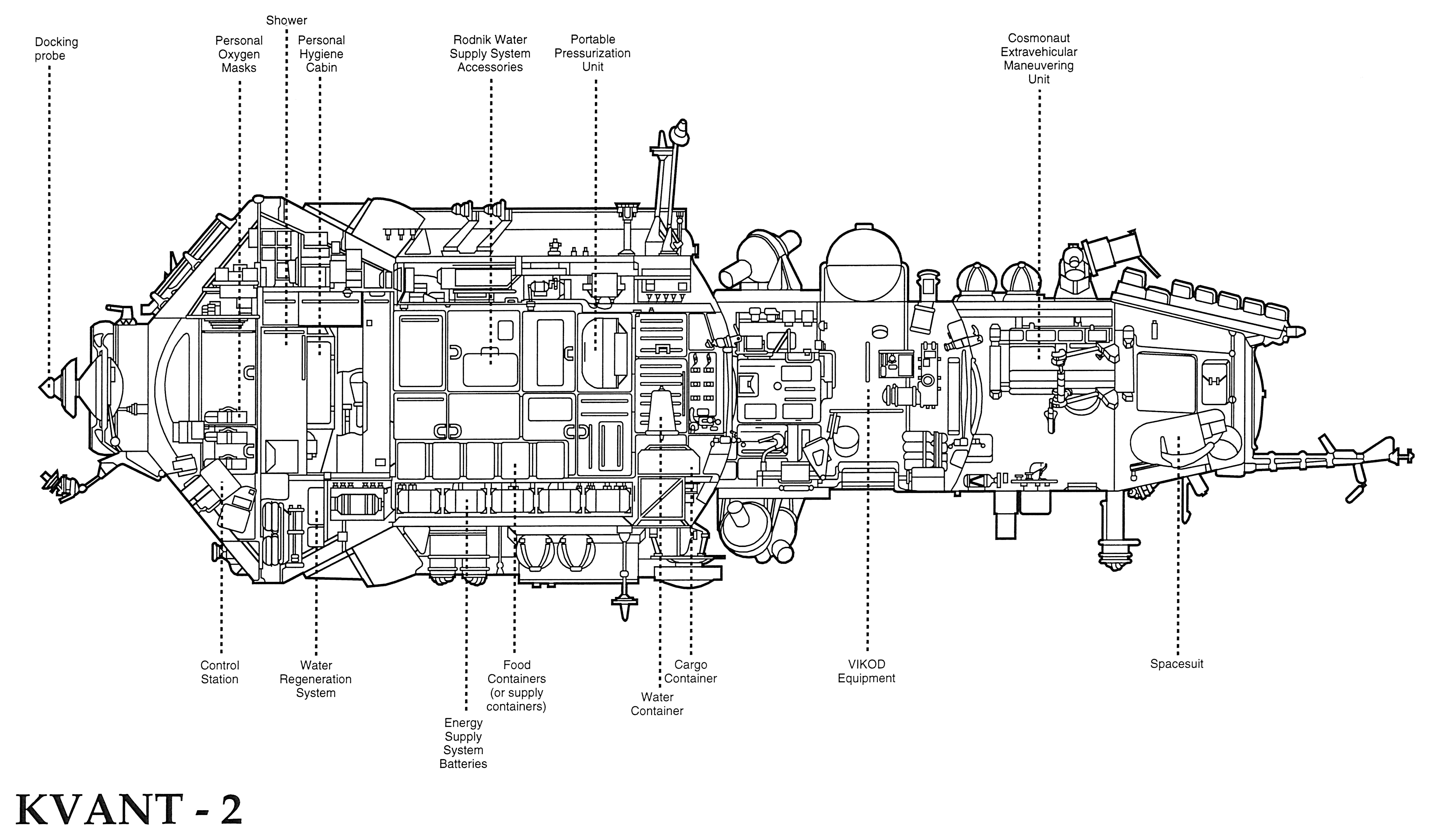
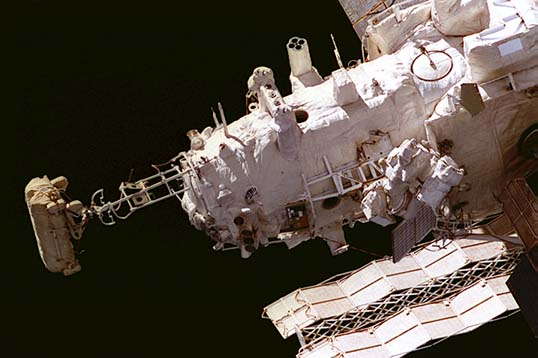